# Райнгард Зурен
Райнхард Йоханн Хайнц Пауль Антон Зурен (нім. Reinhard Johann Heinz Paul Anton Suhren, нар. 16 квітня 1916, Лангеншвальбах — пом. 25 серпня 1984, Гальстенбек) — німецький офіцер-підводник часів Другої світової війни, кавалер Лицарського хреста Залізного хреста з дубовим листям і Мечами, один з трьох підводників, що були удостоєні цієї нагороди.
5 квітня 1935 року Зурен вступив до Рейхсмарине. Після курсу молодого бійця у другій роті другого підрозділу «кадрової корабельної дивізії» Балтійського моря в Штральзунді він продовжив навчання на навчальному барку Горх Фок (18 червня 1935—26 вересня 1935). Він пробув 1 рік на посаді першого вахтового офіцера на підводному човні U-48, де був нагороджений Лицарським хрестом Залізного хреста. У квітні 1941 року він отримав команду над човном U-564, і в серпні 1941 року він затопив британський корвет HMS Zinnia.
У жовтні 1942 року він покинув човен і став інструктором. Пізніше він служив в 27-й підводній флотилії разом з корветт-капітаном Еріхом Топпом. Під час останнього року війни був підвищений у фрегаттен-капітани. Зурен був головнокомандувачем підводних сил в норвезьких водах і з вересня 1944 року — Північного моря.

## Бойові успіхи
Райнхард Зурен потопив 18 торговельних суден (95544 брт), одне військове судно (900 брт) і пошкодив 4 судна (28907 брт).
| Дата           | Назва корабля     | Країна          | Тоннаж | Доля                                                                        |
| -------------- | ----------------- | --------------- | ------ | --------------------------------------------------------------------------- |
| 27 червня 1941 | Kongsgaard        | Норвегія        | 9467   | був пошкоджений 60°00′ пн. ш. 30°42′ зх. д. / 60.000° пн. ш. 30.700° зх. д. |
| 27 червня 1941 | Maasdam           | Нідерланди      | 8812   | був потоплений 60°00′ пн. ш. 30°35′ зх. д. / 60.000° пн. ш. 30.583° зх. д.  |
| 27 червня 1941 | Malaya II         | Велика Британія | 8651   | був потоплений 59°56′ пн. ш. 30°35′ зх. д. / 59.933° пн. ш. 30.583° зх. д.  |
| 29 червня 1941 | Hekla             | Ісландія        | 1215   | був потоплений 58°20′ пн. ш. 43°00′ зх. д. / 58.333° пн. ш. 43.000° зх. д.  |
| 22 серпня 1941 | Clonlara          | Ірландія        | 1203   | був потоплений 40°43′ пн. ш. 11°39′ зх. д. / 40.717° пн. ш. 11.650° зх. д.  |
| 22 серпня 1941 | Empire Oak        | Велика Британія | 484    | був потоплений 40°43′ пн. ш. 11°39′ зх. д. / 40.717° пн. ш. 11.650° зх. д.  |
| 23 серпня 1941 | «Зінніа»          | Велика Британія | 900    | був потоплений 40°25′ пн. ш. 10°40′ зх. д. / 40.417° пн. ш. 10.667° зх. д.  |
| 24 жовтня 1941 | Alhama            | Велика Британія | 1352   | був потоплений 35°42′ пн. ш. 10°58′ зх. д. / 35.700° пн. ш. 10.967° зх. д.  |
| 24 жовтня 1941 | Ariosto           | Велика Британія | 2176   | був потоплений 36°20′ пн. ш. 10°50′ зх. д. / 36.333° пн. ш. 10.833° зх. д.  |
| 24 жовтня 1941 | Carsbreck         | Велика Британія | 3670   | був потоплений 36°20′ пн. ш. 10°50′ зх. д. / 36.333° пн. ш. 10.833° зх. д.  |
| 11 лютого 1942 | Victolite         | Канада          | 11410  | був потоплений 36°12′ пн. ш. 67°14′ зх. д. / 36.200° пн. ш. 67.233° зх. д.  |
| 16 лютого 1942 | Opalia            | Велика Британія | 6195   | був пошкоджений 37°38′ пн. ш. 66°07′ зх. д. / 37.633° пн. ш. 66.117° зх. д. |
| 3 травня 1942  | Ocean Venus       | Велика Британія | 7174   | був потоплений 28°21′ пн. ш. 80°23′ зх. д. / 28.350° пн. ш. 80.383° зх. д.  |
| 4 травня 1942  | Eclipse           | Велика Британія | 9767   | був пошкоджений 26°30′ пн. ш. 80°00′ зх. д. / 26.500° пн. ш. 80.000° зх. д. |
| 5 травня 1942  | Delisle           | США             | 3478   | був пошкоджений 27°06′ пн. ш. 80°03′ зх. д. / 27.100° пн. ш. 80.050° зх. д. |
| 8 травня 1942  | Ohioan            | США             | 6078   | був потоплений 26°31′ пн. ш. 79°59′ зх. д. / 26.517° пн. ш. 79.983° зх. д.  |
| 9 травня 1942  | Lubrafol          | Панама          | 7138   | був потоплений 26°26′ пн. ш. 80°00′ зх. д. / 26.433° пн. ш. 80.000° зх. д.  |
| 14 травня 1942 | Potrero del Llano | Мексика         | 4000   | був потоплений 25°35′ пн. ш. 80°06′ зх. д. / 25.583° пн. ш. 80.100° зх. д.  |
| 19 липня 1942  | Empire Hawksbill  | Велика Британія | 5724   | був потоплений 42°29′ пн. ш. 25°56′ зх. д. / 42.483° пн. ш. 25.933° зх. д.  |
| 19 липня 1942  | Lavington Court   | Велика Британія | 5372   | був потоплений 42°38′ пн. ш. 25°28′ зх. д. / 42.633° пн. ш. 25.467° зх. д.  |
| 19 серпня 1942 | British Consul    | Велика Британія | 6940   | був потоплений 11°58′ пн. ш. 62°38′ зх. д. / 11.967° пн. ш. 62.633° зх. д.  |
| 19 серпня 1942 | Empire Cloud      | Велика Британія | 5969   | був потоплений 11°58′ пн. ш. 62°38′ зх. д. / 11.967° пн. ш. 62.633° зх. д.  |
| 30 серпня 1942 | Vardaas           | Норвегія        | 8176   | був потоплений 11°35′ пн. ш. 60°40′ зх. д. / 11.583° пн. ш. 60.667° зх. д.  |

## Нагороди
- Медаль «За вислугу років у Вермахті» 4-го класу (4 роки)
- Медаль «В пам'ять 1 жовтня 1938» (20 грудня 1939)
- Залізний хрест
  - 2-го класу (25 вересня 1939)
  - 1-го класу (25 лютого 1940)
- Нагрудний знак підводника (21 грудня 1939)
  - з діамантами (1 січня 1942)
- Хрест Воєнних заслуг 2-го класу з мечами (30 січня 1944)
- Лицарський хрест Залізного хреста з дубовим листям і мечами
  - Хрест (3 листопада 1940)
  - Дубове листя (31 грудня 1941)
  - Мечі (1 вересня 1942)
- Відзначений у вермахтберіхт (17 лютого 1945)